# 온산읍
온산읍(溫山邑)은 대한민국 울산광역시 울주군의 속해 있으며 읍 소재지이다. 온산읍에는 온산공업단지가 위치해 있는데 중화학공업단지와 비철금속 업체들이 입주해 있다. 공업단지로 인해 이 일대는 다른 지역에 비해 SO2, NO2, O3, CO, PM10 등의 오염물질의 농도가 높아서 1986년 3월 18일부터 대기 특별대책지역으로 지정되어 보다 엄격한 대기환경기준을 적용하고 있다. 최봉욱 등의 연구에 따르면, 울산 및 온산 지역 중 온산 일대, 특히 원산리가 오염물질 농도가 가장 높은 것으로 조사되었다.

## 역사
- 1879년 온양면과 분리되어 온산면(溫山面)이 되었다.
- 1914년 4월 1일 청량면 사방, 목도, 처용, 신기, 달포, 산하동과 온북면 기산동, 산성동을 편입하고 11개리로 개편하였다.

| 개편 전                                                           | 개편 후        |
| ----------------------------------------------------------------- | -------------- |
| 당포동(唐浦洞), 월천동(月川洞), 월상동(月上洞)                    | 당월리(唐月里) |
| 우방동(牛方洞)                                                    | 우봉리(牛峰里) |
| 강회동(江回洞), 하회동(下回洞)                                    | 강양리(江陽里) |
| 상회동(上回洞), 내회동(內回洞), 종동(種洞)                        | 삼평리(三平里) |
| 신원동(新元洞), 산남동(山南洞), 야동동(野東洞), 원봉동(元峰洞)    | 원산리(元山里) |
| 이진동(梨津洞)                                                    | 이진리(梨津里) |
| 송정동(松亭洞), 대안동(大安洞), 본내동(本內洞)                    | 대정리(大亭里) |
| 석당동(石唐洞), 내동(內洞), 온북면 기산동(基山洞), 산성동(山城洞) | 화산리(華山里) |
| 장기동(長基洞), 청량면 사방동(四方洞), 목도동(目島洞)             | 방도리(方島里) |
| 청량면 달포동(達浦洞), 산하동(山下洞)                             | 산암리(山岩里) |
| 청량면 처용동(處容洞), 신기동(新基洞)                             | 처용리(處容里) |
- 1952년 4월 25일 지방 선거가 시행되고 초대 온산면의원 12명이 선출되었다.
- 1961년 9월 1일 온산면의회가 해산되었다.
- 1962년 6월 1일 울산군 일부에 울산시가 설치되면서 울주군 온산면이 되었다.
- 1974년 4월 1일 국가산업기지개발구역으로 지정.
- 1975년 10월 1일 온양면 덕신리와 청량면 용암리, 학남리를 온산면에 편입하였다.
- 1985년 10월 15일 공단조성지역 거주민의 이주대책 사업으로 16개마을 2,600여세대가 덕신리로 이주하였다.
- 1987년 1월 1일 용암리를 청량면으로 환원하였다.
- 1987년 6월 4일 면사무소를 대정리에서 덕신리로 이전하였다.
- 1991년 1월 1일 울주군이 울산군으로 개칭하면서 울산군 온산면이 되었다.
- 1995년 1월 1일 울산시·울산군 통합으로 울산시 울주구 온산면이 되었다.
- 1996년 2월 1일 온산면을 온산읍으로 승격.
- 1997년 7월 15일 울산시가 울산광역시로 승격하면서 울산광역시 울주군 온산읍이 되었다.
- 2013년 8월 1일 울산 신일반산업단지 조성으로 학남리와 처용리, 청량면 용암리간의 경계가 일부 조정되었다.

## 행정 구역
온산읍은 13개 법정리와 37개 행정리, 141개 반으로 구성되어 있다. 인구는 2014년 1월 1일 기준으로 10,746세대 24,884명(외국인 제외)인데 그 중 94%가 덕신리에 거주하고 있으며, 온산공단이 조성되어 주민이 거의 없는 법정리가 많다. 읍소재지는 덕신리이다.
| 법정리 | 한자   | 세대   | 인구   | 행정 지도 |
| ------ | ------ | ------ | ------ | --------- |
| 화산리 | 華山里 | 70     | 132    |           |
| 삼평리 | 三平里 | 216    | 474    |           |
| 강양리 | 江陽里 | 290    | 627    |           |
| 우봉리 | 牛峰里 | 1      | 1      |           |
| 당월리 | 唐月里 | 6      | 9      |           |
| 처용리 | 處容里 | 10     | 12     |           |
| 방도리 | 方島里 | 2      | 3      |           |
| 이진리 | 梨津里 | 2      | 2      |           |
| 원산리 | 元山里 | 7      | 10     |           |
| 덕신리 | 德新里 | 10,038 | 23,412 |           |
| 대정리 | 大亭里 | 0      | 0      |           |
| 학남리 | 學南里 | 104    | 202    |           |
| 산암리 | 山巖里 | 0      | 0      |           |
| 온산읍 | 溫山邑 | 10,746 | 24,884 |           |

## 주요 시설
- 온산읍 행정복지센터
- 온산파출소
  - 온산파출소 나사출장소
  - 온산파출소 강양출장소
- 온산119안전센터
- 온산우체국
- 경남은행 온산공단지점
- 신한은행 온산지점
- 온산농협
  - 온산농협 서부지점
  - 온산농협 남부지점
- 수협 울산온산지점
- 온산국가산업단지

## 교육 기관
- 온산초등학교 : 1993년에 폐교되었다가 2003년에 재개교
- 당월국민학교 : 1992년에 폐교
- 덕신초등학교
- 덕신초등학교 병설유치원
- 삼평초등학교
- 춘도국민학교 : 1991년에 폐교
- 온산중학교
- 울산경영정보고등학교 : 2016년 3월 1일 교명 변경, 울산기술공업고등학교
- 온산고등학교 개교 : 2015년 11월 6일

## 교통 시설

### 도로
국도 제31호선이 온산공단을 지나며 서생면, 청량면과 연결된다. 이 구간은 과거 지방도 제1019호선이었다가 지방도 지정이 해제된 후 국도가 된 구간이다.

### 철도
온산선이 읍의 남부를 지나며 대정리에 온산역이 있지만 온산선은 화물열차만 운행한다. 온산읍에서 가장 가까운 여객취급역은 온양읍 남창리에 소재한 남창역이다.

## 온산면의회
온산면의회는 1952년부터 1961년까지 존속한 대한민국의 지방의회이다.
- 1952년 4월 25일 초대 면의원 선거 실시, 온산면의원 12명(무소속12)이 선출되었다.
- 1956년 8월 8일 2대 면의원 선거 실시, 온산면의원 11명이 선출되었다.
- 1960년 12월 12일 3대 면의원 선거 실시, 온산면의원 11명이 선출되었다.
- 1961년 9월 1일에 군사 정권에 의해 강제해산되었다.

## 같이 보기
- 온산병